# Llan
Llan é um vila situada em Powys, Gales. Está às margens da estrada B4518 para Llanidloes, 1,5 milhas (2,4 km) de Llanbrynmair. Esta área era originalmente o centro de Llanbrynmair até a primeira metade do século 19. No entanto, a comunidade mudou-se para sua localização atual na junção das estradas A470 e B4518, como resultado da abertura da nova estrada de pedágio (construída em 1821) e com a chegada da estrada de ferro em 1861.

## Galeria

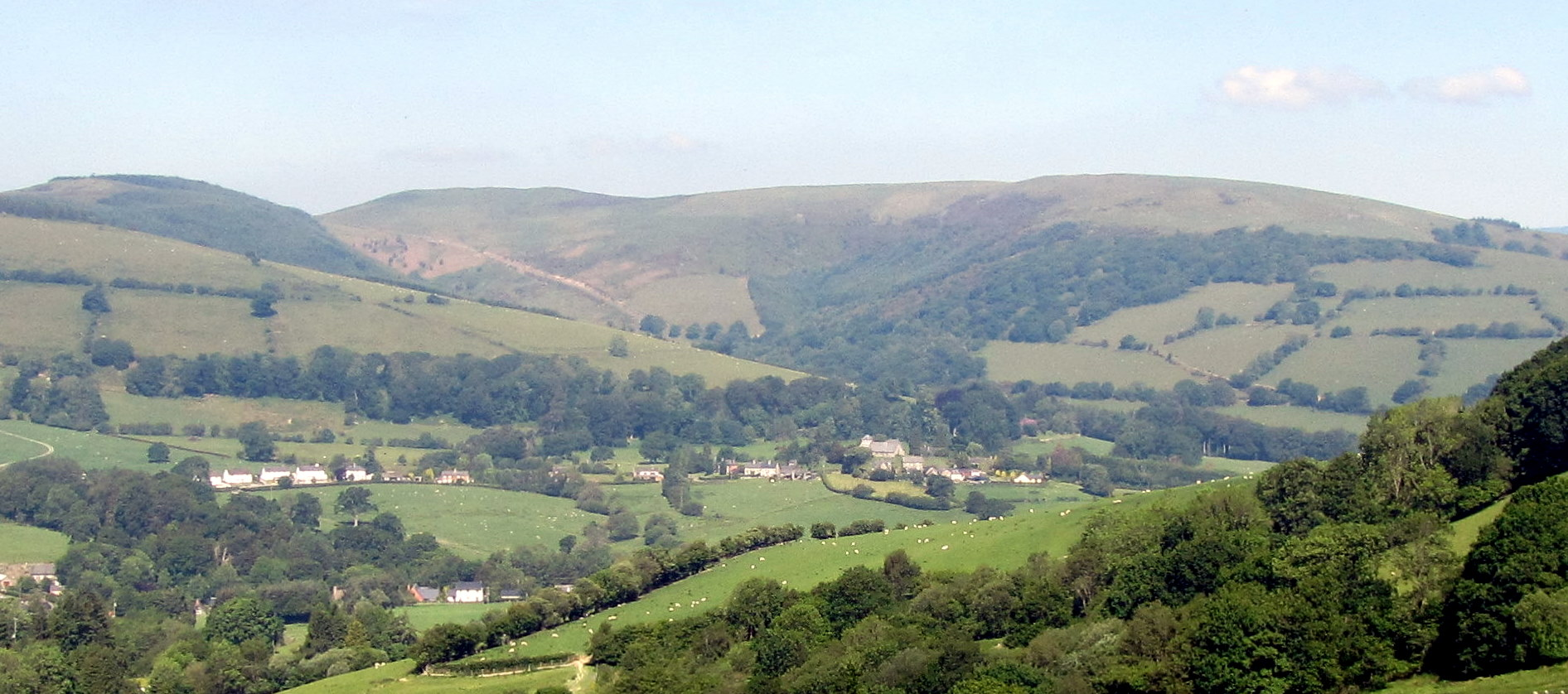
Vista de Llan
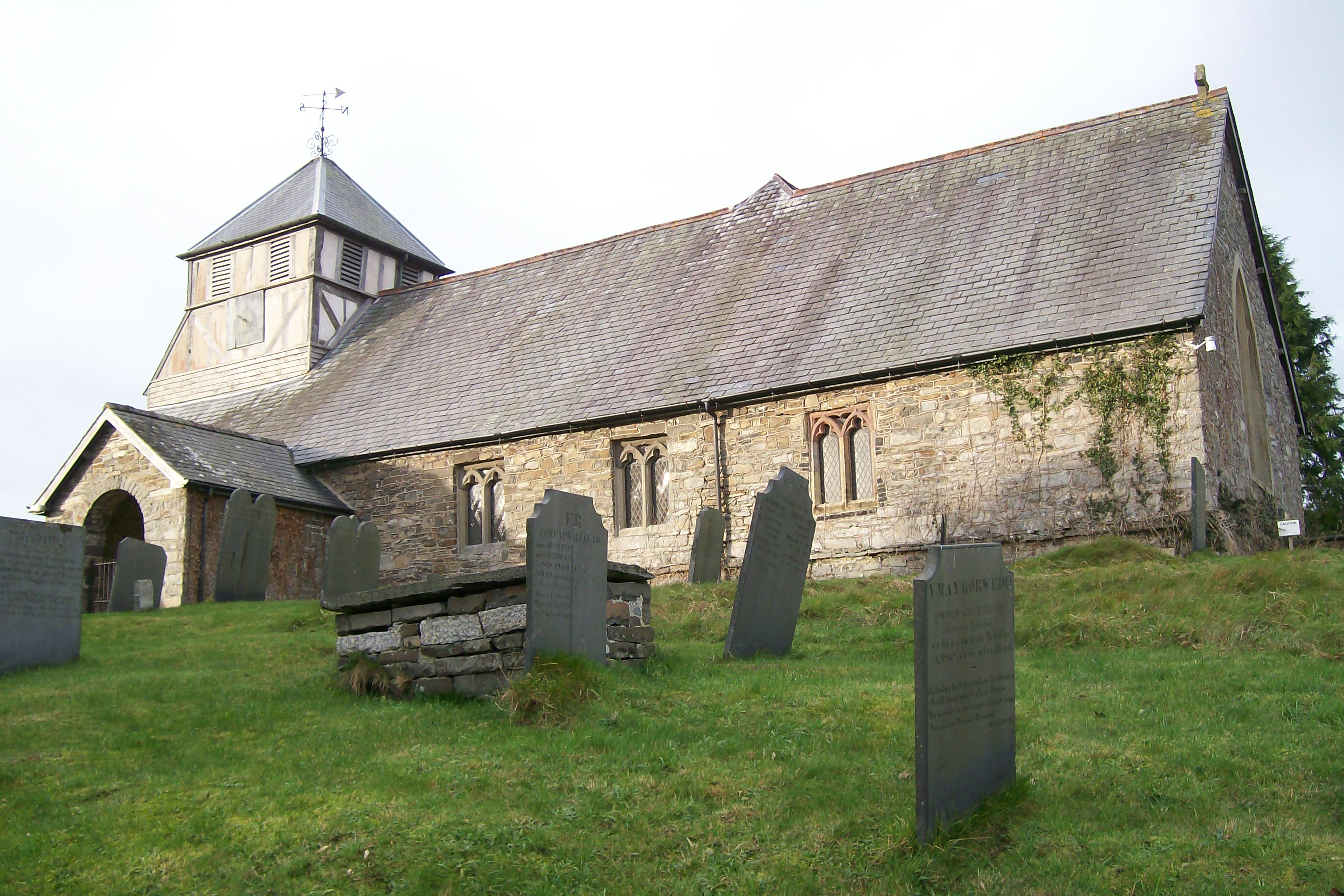
A Igreja paroquial de Santa Maria localizada na vila.